# Prezydent Federalny (Niemcy)

Logo Prezydenta Federalnego

Prezydent Federalny (niem. Bundespräsident, w skrócie: BPr, również Prezydent Republiki Federalnej Niemiec – Präsident der Bundesrepublik Deutschland) – głowa państwa Republiki Federalnej Niemiec.

## Procedura wyboru i sprawowanie urzędu
Prezydent w Niemczech wybierany jest przez Zgromadzenie Federalne, składające się w połowie z wszystkich deputowanych do Bundestagu, a w drugiej połowie z przedstawicieli parlamentów krajów związkowych (Landtagów), oddelegowanych odpowiednio do ich składu i liczby ludności poszczególnych krajów związkowych. Często są to nie tylko deputowani tych parlamentów, lecz także znane osobistości publiczne.
Wybrany może być każdy obywatel Niemiec, który ukończył czterdziesty rok życia i któremu przysługuje prawo głosowania w wyborach do Bundestagu.
Kadencja Prezydenta Federalnego trwa 5 lat, a ponowny bezpośredni wybór dopuszczalny jest tylko raz.
Obejmując swój urząd, Prezydent Federalny składa wobec zgromadzonych członków Bundestagu i Bundesratu przysięgę o następującej treści: „Przysięgam, że siły swe poświęcę dla dobra Narodu Niemieckiego, że będę pomnażać jego dobro, chronić od szkody, strzec i bronić Ustawy Zasadniczej i ustaw federalnych, że będę sumiennie wypełniać swe obowiązki oraz, że będę sprawiedliwy dla każdego. Tak mi dopomóż Bóg”. Przysięga może być złożona bez odwołania się do Boga.
Prezydent Federalny nie ma istotnych władczych kompetencji i nie ponosi odpowiedzialności politycznej. Podczas sprawowania swojego urzędu pełni funkcję integracyjną w polityce wewnętrznej państwa.
W razie przeszkody w sprawowaniu lub przedwczesnego złożenia urzędu przez Prezydenta Federalnego, jego uprawnienia przechodzą na Przewodniczącego Bundesratu.

## Kompetencje
Do kompetencji Prezydenta Federalnego należą:
- reprezentowanie państwa w stosunkach międzynarodowych, ale bez możliwości prowadzenia aktywnej polityki zagranicznej – tylko w porozumieniu z rządem federalnym wolno mu stawiać własne akcenty w swoich przemówieniach na wyjazdach zagranicznych[1][4],
- podpisywanie umów międzynarodowych zawartych między Republiką Federalną Niemiec a innymi państwami[1][4],
- przyjmowanie zagranicznych głów państw i szefów rządów oraz ambasadorów innych państw[4],
- mianowanie ambasadorów Republiki Federalnej Niemiec za granicą[4],
- mianowanie i odwoływanie sędziów federalnych, urzędników federalnych, oficerów oraz podoficerów na wniosek rządu federalnego lub innych organów konstytucyjnych (o ile odpowiednia ustawa nie stanowi inaczej)[1][4],
- zatwierdzanie wysłania zagranicznego ambasadora do Niemiec[4],
- sprawdzanie zgodności ustaw uchwalonych przez Bundestag z Ustawą Zasadniczą RFN (bez wydawania ostatecznego osądu co do tej zgodności – to jest kompetencja Federalnego Trybunału Konstytucyjnego) i podpisywanie ich po kontrasygnowaniu przez kanclerza federalnego lub odpowiedniego ministra federalnego[4],
- zgłaszanie kandydatury do Bundestagu w wyborach na kanclerza federalnego oraz mianowanie lub odwoływanie kanclerza federalnego po udzieleniu wotum zaufania przez Bundestag[4],
- mianowanie lub odwoływanie ministrów federalnych na wniosek Bundestagu[4],
- stosowanie prawa łaski[1],
- organizowanie pogrzebów państwowych[4],
- nadawanie odznaczeń państwowych szczególnie zasłużonym obywatelom[4].

## Wymagania podczas sprawowania urzędu
Jako przedstawiciel wszystkich Niemców Prezydent Federalny jest zobowiązany do działania w sposób politycznie neutralny. Ponadto, gdy sprawuje urząd, nie może:
- być członkiem organu ustawodawczego, a także rządu federalnego lub rządu kraju związkowego[4][1],
- sprawować odpłatnie innego urzędu, prowadzić działalności gospodarczej, wykonywać innego zawodu ani być członkiem zarządu lub rady nadzorczej przedsiębiorstwa nastawionego na zysk[1].

## Możliwość oskarżenia przed Federalnym Trybunałem Konstytucyjnym
Ustawa Zasadnicza RFN nie przewiduje usunięcia Prezydenta Federalnego z urzędu. Jeżeli Prezydent Federalny podczas sprawowania urzędu umyślnie naruszy Ustawę Zasadniczą lub ustawę federalną, Bundestag lub Bundesrat może oskarżyć go przed Federalnym Trybunałem Konstytucyjnym. Wniosek o wniesienie oskarżenia musi być przedstawiony przez co najmniej jedną czwartą członków Bundestagu lub jedną czwartą głosów Bundesratu. Uchwała o wniesieniu oskarżenia wymaga większości dwóch trzecich członków Bundestagu lub dwóch trzecich głosów Bundesratu. Oskarżenie przedstawia pełnomocnik organu oskarżającego.
Jeżeli Federalny Trybunał Konstytucyjny stwierdzi, że Prezydent Federalny jest winien umyślnego naruszenia Ustawy Zasadniczej lub innej ustawy federalnej, może orzec o pozbawieniu go urzędu. Po wniesieniu oskarżenia może on postanowić w drodze tymczasowego zarządzenia, że istnieją przeszkody w sprawowaniu urzędu przez prezydenta.

## Budynki związane z urzędującym Prezydentem Federalnym

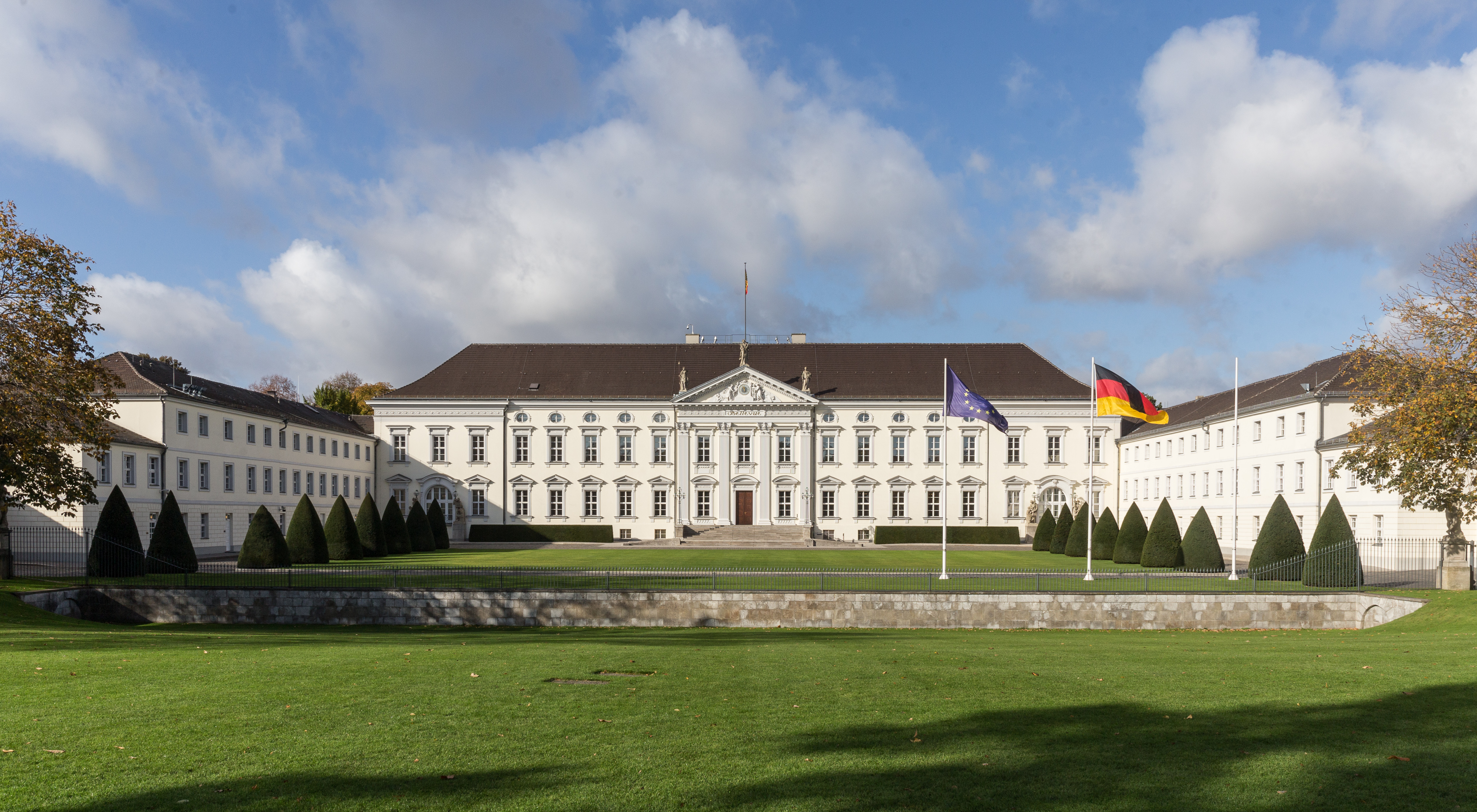
Pałac Bellevue w Berlinie – Tiergarten – pierwsza oficjalna siedziba prezydenta
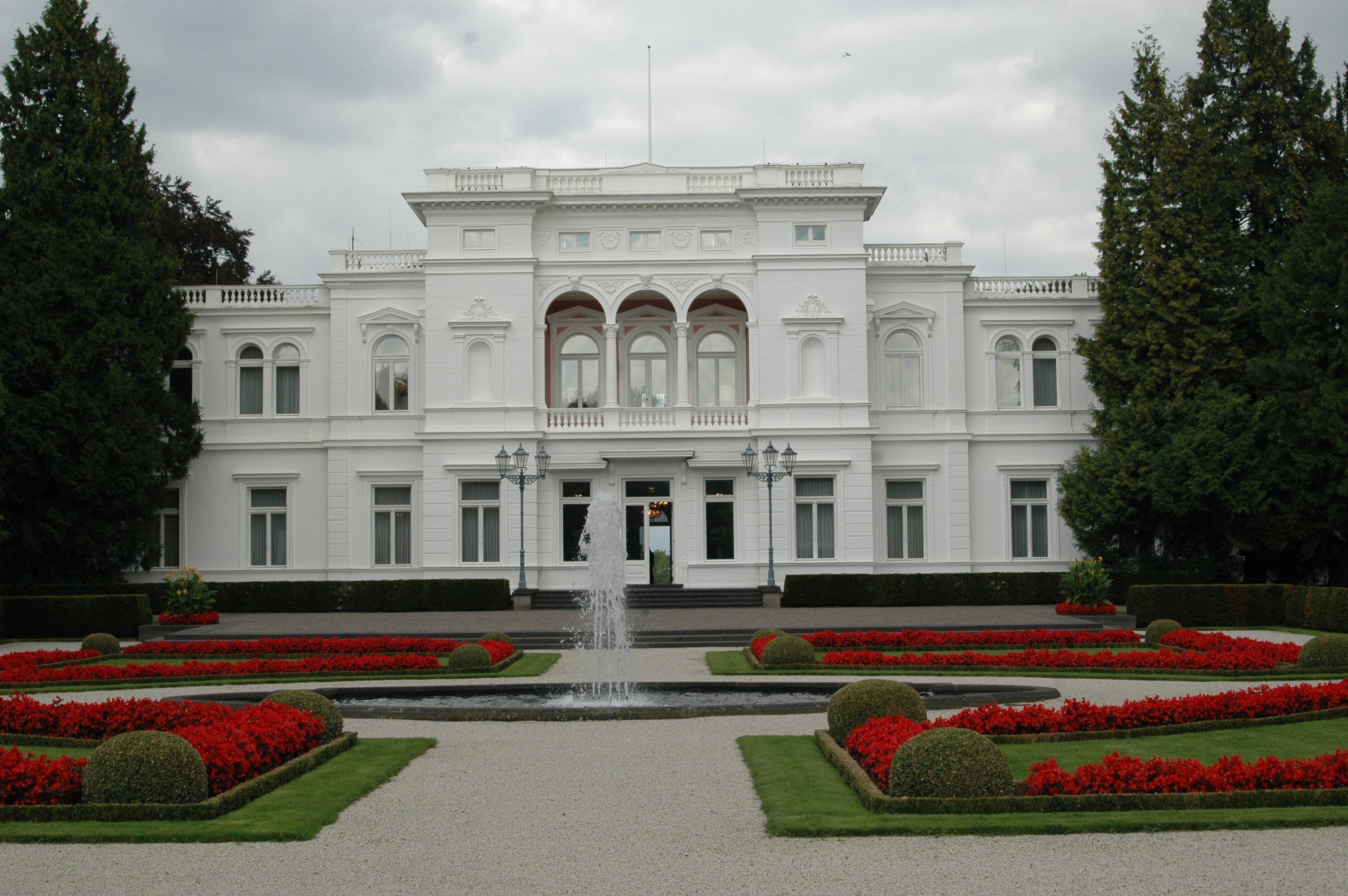
Willa Hammerschmidt w Bonn – druga oficjalna siedziba prezydenta
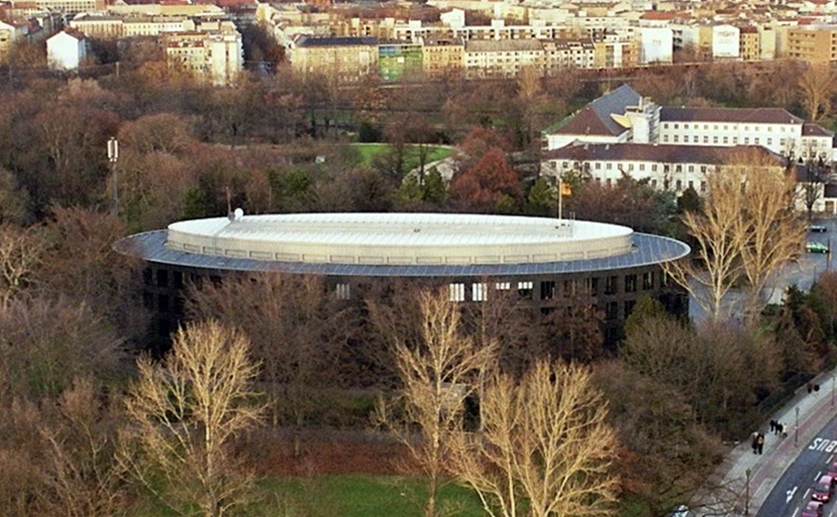
Urząd Prezydenta Federalnego(inne języki) (niem. Bundespräsidialamt) w Berlinie – Tiergarten – budynek mieszczący dodatkowe pomieszczenia biurowe prezydenta
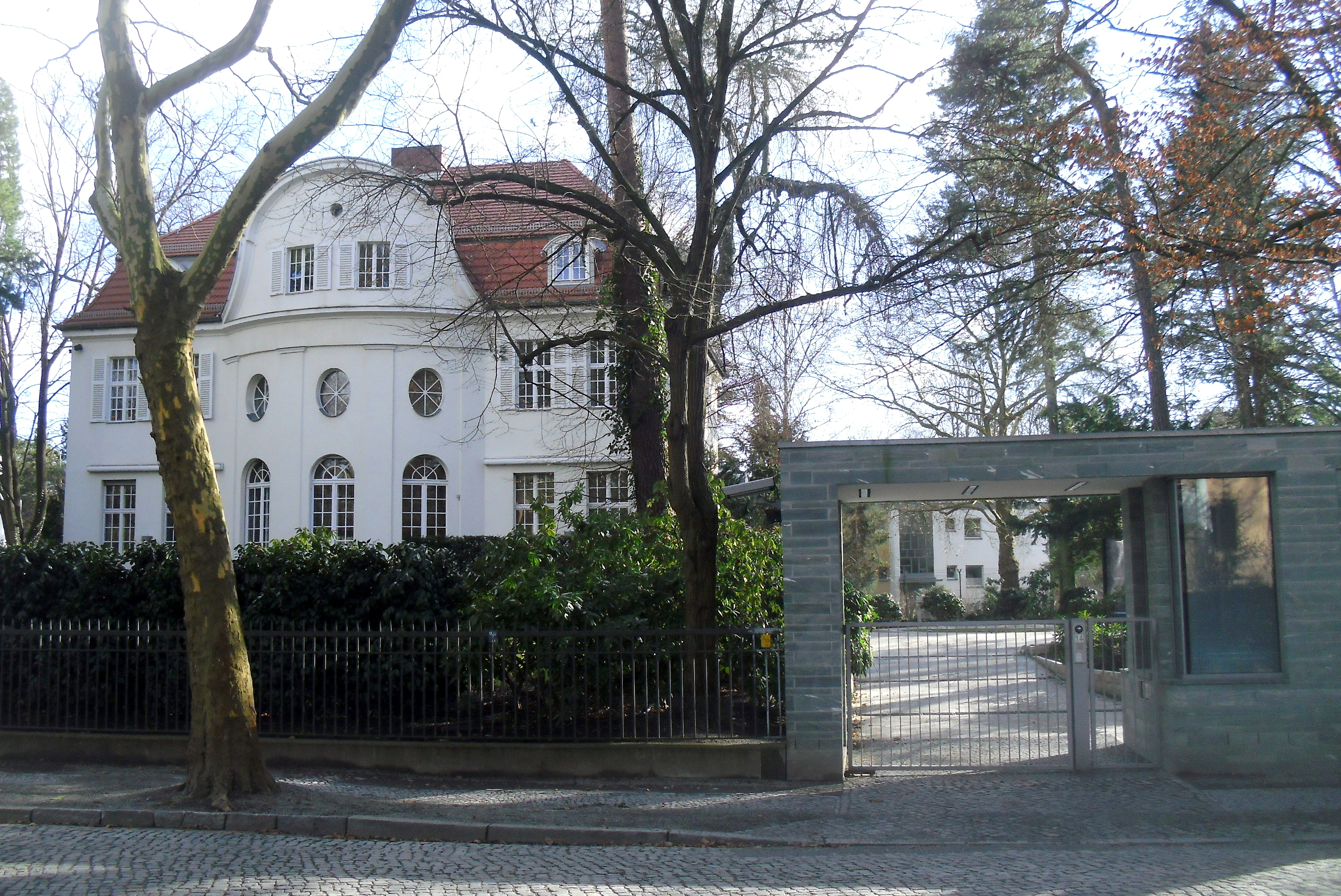
Willa Wurmbach w Berlinie-Dahlem – od 2004 roku służbowe miejsce zamieszkania prezydenta